# فلوريان كلاين
فلوريان كلاين (بالألمانية: Florian Klein) وهو لاعب كرة قدم نمساوي في مركز الدفاع ولد في يوم 17 نوفمبر 1986 في مدينة لينز في النمسا العليا في النمسا وهو يلعب حالياً مع نادي شتوتغارت في ألمانيا وسبق له اللعب مع نادي رد بول سالزبورغ ونادي أوستريا فيينا ونادي بلو فايس لينز ولاسك لينز ولعب مع منتخب النمسا لكرة القدم ويبلغ طوله 180 سم.

## روابط خارجية
- فلوريان كلاين على موقع الاتحاد الأوربي (الإنجليزية)
- فلوريان كلاين على موقع قاعدة بيانات كرة القدم.إي يو (الإنجليزية)
- فلوريان كلاين على موقع ناشيونال فوتبول تيمز (الإنجليزية)
- فلوريان كلاين على موقع Soccerway.com (الإنجليزية)
- فلوريان كلاين على موقع عالم كرة القدم.نت (الإنجليزية)
- فلوريان كلاين على موقع AS.com (الإسبانية)